# Odchody połogowe
Odchody połogowe (łac. lochia) – wydzielina z dużej rany jamy macicy.

## Wygląd odchodów w przebiegu połogu
| Okres połogu        | Barwa (konsystencja)                   | Określenie            | Stan rany jamy macicy |
| ------------------- | -------------------------------------- | --------------------- | --- |
| Doba 1.-3.          | Krwiste                                | Lochia rubra, cruenta | Hemostaza jeszcze niepełna. Zawierają strzępki tkankowe i doczesnowe. Ich objętość wynosi około 250 g/dobę, a woń nie jest charakterystyczna.                                                          |
| Koniec 1. tygodnia  | Brunatnokrwiste, brązowawe (półpłynne) | Lochia fusca          | Stopniowe zaciskanie naczyń w ścianie macicy, zamykanie skrzeplinami światła naczyń maciczno-łożyskowych; zmniejszanie się ilości odchodów, pojawia się domieszka surowicy, chłonki i krwinek białych. |
| Koniec 2. tygodnia  | Brudnożółte (śmietankowate)            | Lochia flava          | Wydalanie martwiczego, najczęściej upłynnionego materiału komórkowego. |
| Koniec 3. tygodnia  | Szarobiałe (surowiczo-wodniste)        | Lochia alba           | Stopniowa epitelizacja rany, ilość odchodów znacznie zmniejszona |
| Po 4.-6. tygodniach | Zanikanie odchodów                     | Zanikanie odchodów    | Gojenie rany zakończone. |

Odchylenia od przedstawionego typowego przebiegu są stosunkowo częste. Krwiste odchody mogą pojawiać się również u zdrowych położnic po 10. dniu połogu. Odchody mają mdły zapach. Odchody zawierają liczne bakterie pochwowe (gronkowce, paciorkowce, pałeczki okrężnicy i inne bakterie ropotwórcze), przy czym do namnażania się bakterii dochodzi w 2.-3. dniu połogu. Ze względu na stały odpływ odchodów połogowych podczas połogu konieczna jest dbałość o higienę. Przy odpowiedniej dbałości zazwyczaj nie dochodzi do zakażenia.